# Novo Partido dos Povos da Nigéria
O Novo Partido dos Povos da Nigéria (em inglês: New Nigeria Peoples Party), mais conhecido pelo acrónimo NNPP, é um partido político nigeriano de ideologia liberal fundado em fevereiro de 2019. Idealizado como o sucessor legal do antigo Partido dos Povos da Nigéria, um dos principais partidos durante o breve período da Segunda República Nigeriana que foi extinto após a eclosão do golpe de Estado de 1983, o NNPP atualmente conta com representação política tanto a nível regional quanto a nível nacional. Em 18 de agosto de 2022, seu líder nacional, Rabiu Kwankwaso, anunciou oficialmente candidatura à presidência da Nigéria para a eleição presidencial de 2023.